# Richard Lydekker

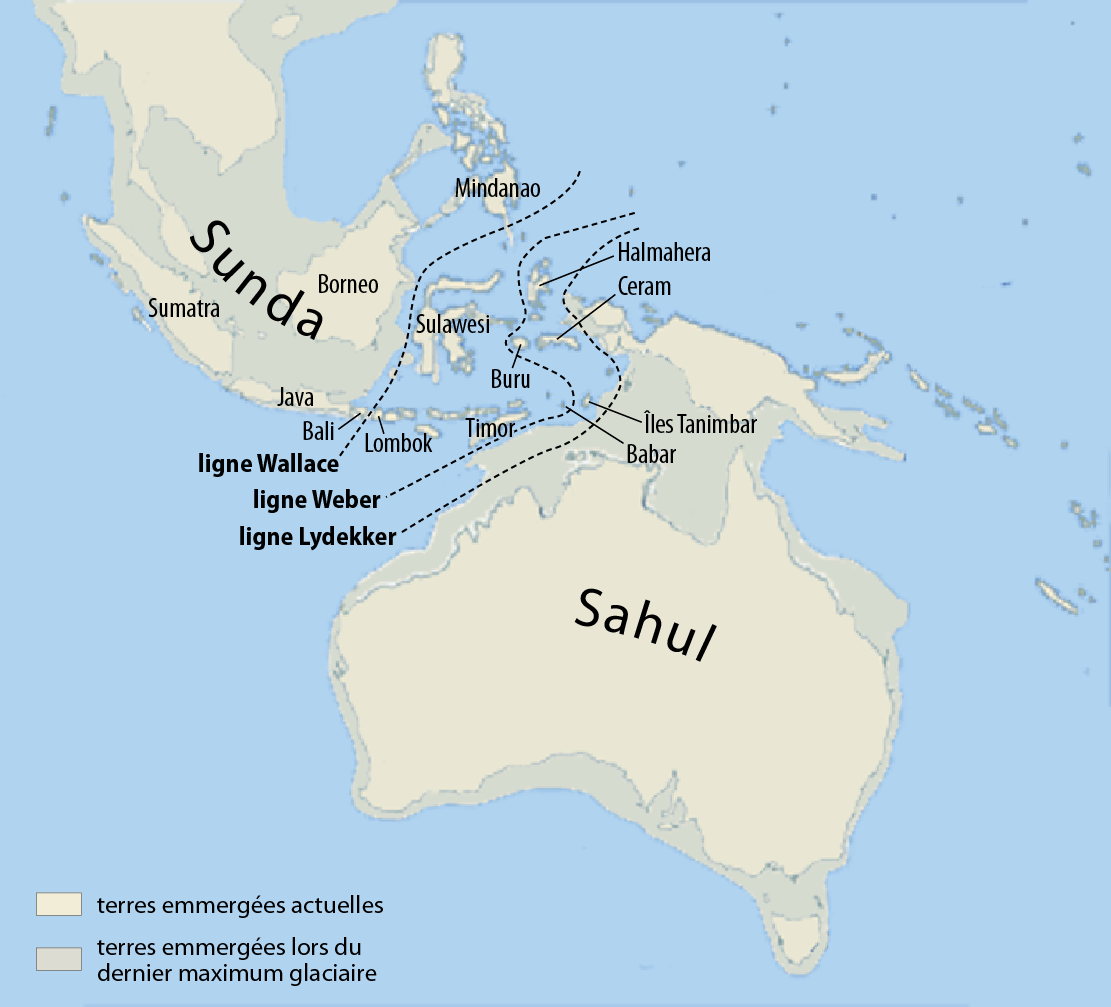
Mapa de la Sunda y Sahul, con las líneas de Wallace, Weber y Lydekker.

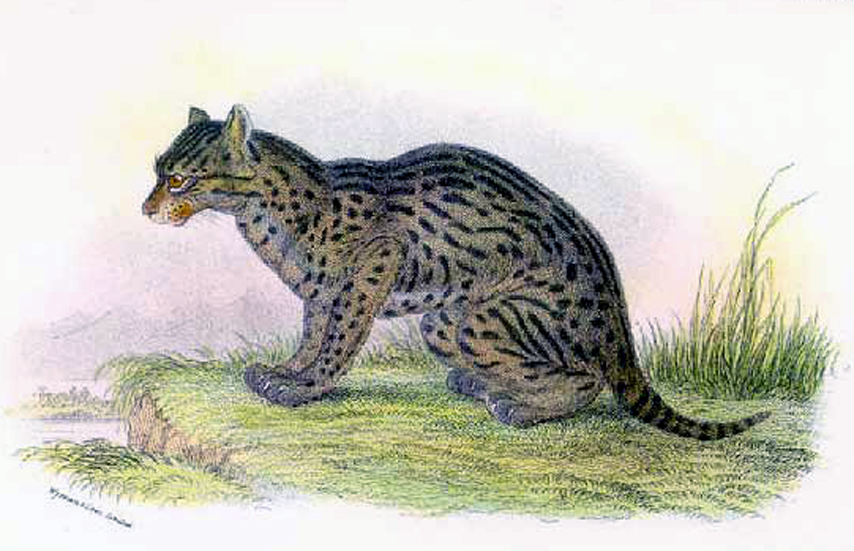
Prionailurus viverrinus en una ilustración de un libro de Lydekker.

Richard Lydekker (Londres, 25 de julio de 1849-Harpenden, 16 de abril de 1915) fue un naturalista inglés, geólogo y autor de numerosos libros sobre historia natural. Es conocido por haber delimitado a través de Indonesia la frontera biogeográfica que separa Wallacea, al oeste, de Australia-Nueva Guinea, conocida ahora como línea de Lydekker.

## Biografía
Lydekker nació en Londres, hijo de G.W. Lydekker. Estudió en el Trinity College (Cambridge), donde obtuvo su Bachelor of Arts en Ciencias Naturales (1872). En 1874 se unió al Servicio Geológico de la India y realizó estudios de la paleontología de vertebrados del norte de la India (especialmente en Cachemira). En 1882 regresó a Londres y se casó con Lucy Marianne Davys, de la que tuvo dos hijos y tres hijas. Desde 1882 a 1896 fue el catalogador responsable de los fósiles de mamíferos, reptiles y aves en el Museo de Historia Natural de Londres, y luego, de la exposición de los mamíferos.
Sus libros incluyen A Manual of Palaeontology (1889) [Un manual de Paleontología] (con Henry Alleyne Nicholson) y The Wild Animals of India, Burma, Malaya, and Tibet [Los animales salvajes de la India, Birmania, Malasia y el Tíbet].
Lydekker también fue influyente en la ciencia de la biogeografía. En 1895 delineó una conocida frontera biogeográfica a través de Indonesia, conocida ahora como línea de Lydekker, y que separa Wallacea, al oeste, de Australia-Nueva Guinea, al este. Más tarde Max Carl Wilhelm Weber postularía una línea que se encuentra más al oeste, incluyendo el grupo de las Islas Tanimbar, como una mejor frontera entre Wallacea y Australasia.
Lydekker escribió The Royal Natural History (1893-94) [La Real Historia Natural], con William Henry Flower, una obra popular en seis volúmenes.
Fue miembro de la Royal Society en 1894 y recibió la medalla Lyell en 1902.

## Obras
- Indian Tertiary Vertebrata.
- Geology of Kashmir.
- Catalogues of Fossil Mammals.
- Reptiles and Birds in British Museum (en diez volúmenes).
- Phases of Animal Life.
- Life and Rock: A Collection of Zooogical and Geological Essays (1894).
- Geographical History of Mammals.
- A Manual of Palaeontology  (dos volúmenes, 1889), en colaboración con Henry Alleyne Nicholson (1844-99).
- The Deer of All Lands.
- Cats and Carnivora (1894).
- Wild Oxen, Shep and Goats of All Lands.
- The great and small game of Europe, western & northern Asia and America (1901).
- Descriptions of South American Fossil Animals.
- Mostly Mammals.
- Horns and Hoofs.
- The Game Animals of India, Burma and Tibet.
- The Game Animals of Africa.
- The Sportsman’s British Birds.
- A Trip to Pilawin.
- A Geography of Hertfordshire.
- The Horse and its Relatives.
- The Sheep and its Cousins.
- The Ox and its Kindred.
- An Introduction to the Study of Mammals (1891), en colaboración con Sir William Henry Flower (1831-99).
- The Royal Natural History (con W. H. Flower), 6 vols., 12 sec. (1893-96).